# Liste der Banken in Thailand
Die Liste der Banken in Thailand führt Bankinstitute auf, die ihren Sitz oder eine Niederlassung im südostasiatischen Staat Thailand haben.

## Notenbank
Die Bank von Thailand (thailändisch ธนาคารแห่งประเทศไทย, Thanakhan haeng Prathet Thai; international: „Bank of Thailand“) ist die thailändische zentrale Notenbank.

## Thailändische Geschäftsbanken
Die „fünf Großen“
- Bank of Ayudhya (Krungsri, ธนาคารกรุงศรีอยุธยา, Thanakhan Krung Si Ayutthaya)
- Bangkok Bank (ธนาคารกรุงเทพ, Thanakhan Krung Thep), mit Aktiva von 55 Milliarden US-Dollar (2007) und über 600 Filialen die größte Bank des Landes, 1944 gegründet
- Kasikornbank (KBank, ธนาคารกสิกรไทย, Thanakhan Kasikorn Thai), 1945 als Thai Farmers Bank gegründet, mit 30,8 Milliarden US-Dollar (2007) viertgrößte Bank
- Krung Thai Bank (KTB, ธนาคารกรุงไทย, Thanakhan Krung Thai) mit 38 Milliarden US-Dollar (2007) und über 800 Filialen die drittgrößte Bank, 1966 gegründet, Mehrheitsaktionär ist der Staat
- Siam Commercial Bank (SCB, ธนาคารไทยพาณิชย์, Thanakhan Thai Phanit), mit 40 Milliarden US-Dollar (2007) zweitgrößte Bank, 1904 gegründet, größter Aktionär ist das Crown Property Bureau

Weitere
- ACL Bank (ธนาคารสินเอเซีย, Thanakhan Sin Echia (Asia))
- Bank for Agriculture and Agricultural Cooperatives (BAAC, ธนาคารเพื่อการเกษตร และสหกรณ์การเกษตร (ธ.ก.ส.), Thanakhan phuea Kan-kaset lae Sahakon kan-kaset) Staatliches Kreditinstitut zur Finanzierung der landwirtschaftlichen Betriebe und ländlichen Genossenschaften sowie zur Refinanzierung der Kreditgenossenschaften und zur Kapitalmobilisierung in Thailand[3]
- Bank Thai (ธนาคารไทยธนาคาร, Thanakhan Thai Thanakhan)
- Government Savings Bank (GSB, ธนาคารออมสิน, Thanakhan Omsin), staatliche Sparkasse[4]
- Islamic Bank of Thailand[5]
- Kiatnakin Bank (ธนาคารเกียรตินาคิน, Thanakhan Kiatnakhin)
- Siam City Bank (ธนาคารนครหลวงไทย, Thanakhan Nakhonluang Thai)
- Thanachart Bank (ธนาคารธนชาต, Thanakhan Thanachat)
- Tisco Bank (ธนาคารทิสโก้, Thanakhan Titko)
- TMB Bank (ธนาคารทหารไทย, Thanakhan Thahan Thai), Bank der thailändischen Streitkräfte, ehemals Thai Military Bank
- United Overseas Bank (Thai)  (ธนาคารยูโอบี, Thanakhan Yu O Bi (UOB)), Tochter der United Overseas Bank aus Singapur

## Ausländische Banken mit Niederlassung in Thailand
- ABN AMRO
- BNP Paribas
- Calyon Corporate & Investment Bank
- Citibank Thailand
- Deutsche Bank
- Indian Overseas Bank
- JPMorgan Chase & Co.
- Mizuho Corporate Bank
- Oversea Chinese Banking Corp.
- RHB Bank Berhad
- Société Générale
- Sumitomo Mitsui Banking Corp.
- The Bank of China
- The Bank of America
- The Bank of Nova Scotia
- Mitsubishi Tōkyō UFJ Ginkō
- HSBC